# Ludesch
Ludesch é um município da Áustria, situado no distrito de Bludenz, na estado de Vorarlberg. Tem 11,26 km² de área e sua população em 2019 foi estimada em 3.608 habitantes.